# Dolichopeza creon
Dolichopeza creon är en tvåvingeart som beskrevs av Alexander 1970. Dolichopeza creon ingår i släktet Dolichopeza och familjen storharkrankar. Inga underarter finns listade i Catalogue of Life.